# Георги Търпанов
Георги Маринов Стоянов – Търпана е български революционер и горянин, борец срещу комунистическата власт в България след Деветосептемврийския преврат.

## Биография
Роден е на 6 май 1915 година в село Михайлово, след което живее в Тополчане. Привърженик на БЗНС Никола Петков, забранен и разтурен от комунистите през 1947г.  В края на 1950 г. организира горянска чета в Сливенския балкан, заради което получава прякора Бенковски. През юни 1951 година 13-хилядна армия от милиционери и войници обгражда Сливенския балкан, за да попречи на въстаниците да се присъединят към четата на Георги Търпанов.
На 1/2 юни 1951 година четата му от 106 горяни влиза в тежко сражение с милиционерски и военни части. Георги Търпанов е ранен 12 пъти, но въпреки това извежда хората си на безопасно място, като в сражението загиват 40 горяни. В края на 1951 година Георги Търпанов е заловен, осъден на смърт и екзекутиран в местността Могилските гробища край Стара Загора на 12 декември 1951 година.
На 21 декември 2016 година президентът на България Росен Плевнелиев удостоява посмъртно Георги Търпанов с орден „За гражданска заслуга“ I степен за защита на човешките права и свободи и за съпротива срещу тоталитарния режим.